# アミーン
アミーン（アラビア語: الامين محمد al-Amīn Muḥammad、787年4月 - 813年9月24日/25日）は、アッバース朝第6代カリフ（在位：809年 - 813年）。

## 生涯
ハールーン・アッラシードの次男。母はハールーン・アッラシードの正妃ズバイダ。異母兄にマアムーンがいたが、彼の母のマラージルはペルシア人奴隷出身であったため、アミーンに家督が回って来た。しかし兄弟間の争いが絶えず、813年に暗殺された。死後、兄マアムーンにカリフ位を譲ると密約していたが、その約束を破り、子に譲ろうとしたため、内乱を招く。歴代カリフの中でも最高峰の文化人の一人で、国内の国際文化を奨励し、また自らも教養豊かな人物であったとされ、特にアブー・ヌワースを保護したことは結果として後世のイスラム文化に他大な寄与をなした。しかしアブー・ヌワースへの傾倒からもわかる通りアミーン自身享楽的な人物で酒色にふけり、政務は宰相のファドルに任せきりだったともされる。